# Ribes palczewskii
Ribes palczewskii är en ripsväxtart som först beskrevs av Eduard von Glinka Janczewski, och fick sitt nu gällande namn av Antonina Ivanovna Pojarkova. Ribes palczewskii ingår i släktet ripsar, och familjen ripsväxter. Inga underarter finns listade i Catalogue of Life.